# Cowon
Cowon Systems, Inc är en sydkoreansk elektroniktillverkare. Företaget grundades 1995 och fokuserade till en början på mjukvara men man släppte år 2000 sin första digitala musikspelare, Cowon CW100. De har sedan dess släppt ett antal musikpelare under märket iAudio, men har på senare tid skiftat till att släppa fler produkter under Cowon.

## Mjukvara

### Jetaudio
Jetaudio är ett program för att spela upp och konvertera multimediafiler. Det finns en betalversion, plus, som ger extra funktionalitet men basversionen är gratis. Programmet följer med alla Cowons mediaspelare.

### Andra program
Andra exempel på mjukvara från Cowon är Cowon Software Updater som hjälper till att uppdatera mjukvaran i vissa cowon-produkter och Jetshell som är ett program för att föra över filer till och från Cowonspelare.

## Hårdvara
- Se iAudio

### DAPs

#### Cowon D2, D2+
Cowon D2 har en 2,5 tum LCD pekskärm och stödjer ljudformaten mp3, flac, wma, wav och ogg. Viss videofunktionalitet finns också. Den kan även spela flashspel och stödjer flashteman för musikdelen och har plats för SD/SDHC minneskort. D2+ är i princip en D2 med lite nyare design, ett nytt tema och BBE+.

#### Cowon S9
Cowon S9 har en 3.3 tum AMOLED pekskärm och har full-flash UCI support. Cowon S9 har BBE+ och Jeteffect 2.0.

### PMPs

#### Cowon A2/A3
Cowon A2 är en portabel filmspelare och har en 4 tums skärm. Cowon A3 är en uppföljare till A2.

#### Cowon O2
Cowon O2 har en 4,3 tums LCD pekskärm och splar video och ljudfiler.

### MIDs

#### Cowon Q5
Cowon Q5 har en 5 tums pekskärm och operativsystemet Windows CE 5.0.